# BB Возничего
BB Возничего (лат. BB Aurigae) — одиночная переменная звезда в созвездии Возничего на расстоянии приблизительно 3815 световых лет (около 1170 парсеков) от Солнца. Видимая звёздная величина звезды — от +12,4m до +11m.

## Характеристики
BB Возничего — красный гигант, пульсирующая полуправильная переменная S-звезда типа SRB (SRB) спектрального класса M3-M4S. Радиус — около 121,95 солнечных, светимость — около 1600,6 солнечных. Эффективная температура — около 3306 К.